# Канава (притока Конки)
Канава — річка в Україні у Голопристанському районі Херсонської області. Лівий рукав річки Конки (басейн Дніпра).

## Опис
Довжина річки 9 км, найкоротша відстань між витоком і гирлом — 2,30  км, коефіцієнт звивистості річки — 1,11 . Формується декількома безіменними струмками.

## Розташування
Витікає з лівого берега річки Конки на південно-західній стороні від міста Гола Пристань. Тече переважно на південний захід і на північно-східній околиці села Стара Збур'ївка впадає у затоку Збур'ївський Кут.